# Luminova

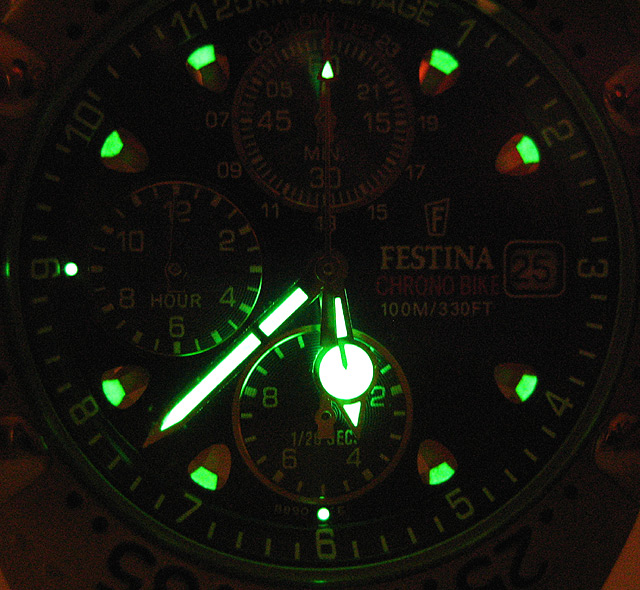
Durch Luminovapigmente beleuchtete Uhr

LumiNova ist eine Marke des japanischen Herstellers Nemoto & Co Ltd., unter der anorganische Nachleuchtpigmente angeboten werden. Die Pigmente basieren auf Erdalkalialuminaten und wurden durch Nemoto entwickelt und patentiert. Unter dem Namen Super-LumiNova wird eine Weiterentwicklung mit erhöhter Leuchtkraft speziell für die Uhrenindustrie angeboten. LumiNova-Pigmente sind in den Leuchtfarben Gelbgrün, Blaugrün und Blauviolett erhältlich.
Die Pigmente wurden im Jahr 1998 als Alternative zu den früher eingesetzten, auf Radium oder später auf Tritium basierenden selbstleuchtenden Substanzen entwickelt. Im Gegensatz zu früheren Produkten weisen diese Pigmente keine Radioaktivität auf und unterliegen infolgedessen nahezu keinem Abbau.

## Zusammensetzung
Die Pigmente basieren laut Hersteller auf Strontiumaluminat (SrAl2O4). Das Kristallgitter ist mit Europium dotiert, welches als Aktivator für die optische Wirkung dient. Weitere seltene Schwermetalle werden als Co-Aktivatoren verwendet.

## Funktionsweise

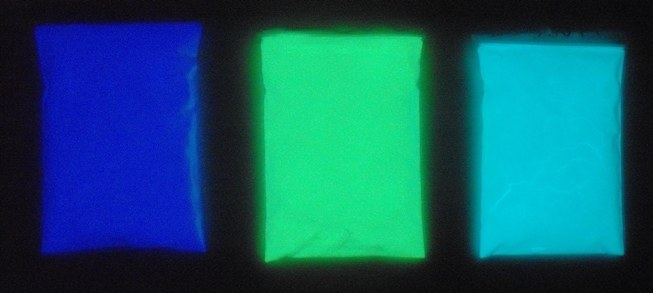
LumiNova-Leuchtpigmente in der Dunkelphase

Die Pigmente leuchten durch anorganische Phosphoreszenz. Durch Anregung mit Kunst- oder Tageslicht werden Elektronen in den Anregungszentren auf ein höheres Energieniveau gehoben. Diese Anregungszentren bestehen aus Fremdatomen, die in die Kristalle des Luminova eingebracht sind. Je intensiver und länger die Belichtung erfolgt, desto vollständiger die Anregung bis hin zur Sättigung und umso heller anschließend das Leuchten. Mit einer gewissen Wahrscheinlichkeit/Zeit fallen die Elektronen zurück in den Grundzustand und geben dabei Energie in Form von sichtbarem Licht ab.
Dieser Abklingvorgang dauert (im Wesentlichen) eine charakteristische materialtypische Zeit lang. Durch geeignete Materialmischung kann eine lange Leuchtdauer kombiniert werden mit zu Beginn sehr hoher, doch dafür rascher abklingender Helligkeit. So können die dann sehr hellen Leuchtzeiger direkt nach dem Ausschalten des Lichtes oder dem Verlassen eines hellen Raumes, das heißt, wenn der Sehsinn noch nicht an die Dunkelheit angepasst ist, gut abgelesen werden, aber auch nach einer länger andauernden Dunkelphase, etwa am Ende der Nacht.

## Eigenschaften

### Koloristik
Es werden zwei verschiedene Farbangaben benötigt, um die Färbung der Leuchtpigmente eindeutig zu bezeichnen: die Farbe unter Tageslicht und die Leuchtfarben. Leuchtfarben sind z. B. Grün, Gelb oder Rot. Zusätzlich gibt es verschiedene Abstufungen der Leuchtfarbe von hell bis dunkel. Standardfarbtöne sind in ISO 3157 und ISO/DIS 17514 gelistet.

### Stabilität
Aufgrund der Tatsache, dass nach einem Lade-Entlade-Zyklus keine chemische Veränderung stattgefunden hat, behalten die Pigmente ihre Nachleuchteigenschaft theoretisch auf unbegrenzte Zeit. Eine Minderung der Lichtintensität findet nur sehr langsam, nahezu unmerklich, statt. Diese Minderung steigt mit dem Färbungsgrad der Pigmente an. Intensiv gefärbte Typen (z. B. grün hell) verlieren somit schneller an Intensität als neutrale. Hohe Temperaturen bis zu mehreren hundert Grad Celsius sind unproblematisch. Zu vermeiden ist lediglich ein längerer Kontakt mit Wasser oder hoher Luftfeuchtigkeit, da sich hierdurch eine Hydroxidschicht bildet, welche die Leuchtintensität negativ beeinflusst.

### Toxizität
Im Gegensatz zu dem ebenfalls in leuchtender Farbe eingesetzten Tritium enthält Strontiumaluminat keinerlei radioaktive Stoffe. Da die Pigmente aus einer Erdalkali-Aluminat-Basis bestehen, zeigt sich ein alkalisches Verhalten im Kontakt mit Wasser. Ansonsten ist der Umgang unter Beachtung der gängigen Sicherheits- und Hygienevorschriften als unbedenklich einzustufen.

## Anwendungen
Wie bei allen Nachleuchtpigmenten ist die bekannteste Anwendung die nachleuchtende Beschichtung auf Uhrenzifferblättern. Hier werden die Pigmente dazu verwendet, Zeiger und Ziffern in der Dunkelheit leuchten zu lassen. Weiterhin wird es auf Schildern und Tafeln zur Kennzeichnung von Fluchtwegen für Notfälle verwendet.